# Яйце (зоология)
Вижте пояснителната страница за други значения на Яйце.
Яйце (на латински: ovum) се нарича ограничената от здрава, непрекъсната обвивка яйцеклетка при насекомите, рибите, земноводните, птиците и еднопроходните бозайници. Яйцето на въшката се нарича гнида.
След овулацията яйцеклетката – независимо дали е оплодена или не – попада в матката. Тя секретира белтъци и други хранителни вещества, които се наслояват около яйцеклетката. В последните периоди от образуването на яйцето около него се изгражда обвивка. При някои видове обвивката е еластична. При други видове в обвивката се отлагат калциеви соли, които я правят твърда и неспособна да изменя своята форма. Такава обвивка в биологията се нарича черупка.
Отделянето на яйцето от организма на женското животно във външната среда се нарича снасяне. Ако яйцеклетката в яйцето е оплодена, в яйцето се развива ембрионът на съответното животно. След пълното развитие на ембриона той напуска яйцето. Напускането на яйцето се нарича излюпване.

## Структура
| Анатомична схема на яйце | Анатомична схема на яйце | Анатомична схема на яйце |
| ------------------------ | ------------------------ | --- |
|                          |                          | 1 – черупка; 2 – подчерупкова обвивка; 3 – вътрешна мембрана; 4 – еластични връзки; 5 – външен албумин; 6 – среден албумин; 7 – vitelline мембрана; 8 – nucleus of pander; 9 – germinal disk; 10 – жълт жълтък; 11 – бял жълтък; 12 – вътрешен албумин; 13 – chalaza; 14 – въздушна клетка; 15 – кутикула |